# I Do Me
I Do Me è un singolo della cantante svedese Malou Prytz, pubblicato il 23 febbraio 2019 come primo estratto dal primo EP Enter.

## Descrizione
Con il brano la cantante ha preso parte a Melodifestivalen 2019, la competizione canora svedese utilizzata come processo di selezione per l'Eurovision Song Contest 2019. Essendo risultata una dei due più votati dal pubblico fra i sette partecipanti alla sua semifinale, ha avuto accesso diretto alla finale del 9 marzo, dove si è classificata ultima su 12 partecipanti con 35 punti totalizzati.

## Tracce
Testi di Adéle Cechal, Elvira Anderfjärd, Fanny Arnesson e Isa Tengblad.
1. I Do Me – 2:43

## Classifiche
| Classifica (2019) | Posizione massima |
| ----------------- | ----------------- |
| Svezia            | 10                |